# Fantinus Starszy
Fantinus Starszy (ur. 294, zm. 24 lipca 336) – święty.

## Życiorys
O jego życiu zachowało się niewiele informacji. Mieszkał w mieście Taureana w Kalabrii, gdzie pracował jako stajenny u Balsamiusza. Ze zboża przeznaczonego dla konie przygotowywał posiłki przeznaczone dla ubogich, które wynosił potajemnie nocą. Pod wpływem Fantinusa Balsamiusz nawrócił się na chrześcijaństwo.  

## Legendy
Pierwsza legenda związana z Fantinusem mówi, o tym, że gdy gonił go rozgniewany Balsamiusz, pod wpływem modlitwy rozstąpiła się rzeka, umożliwiając mu ucieczkę. Cud ten miał nawrócić Balsamiusza.
Drugi z cudów za wstawiennictwem świętego miał mieć miejsce w 560 r., gdy Taurenę mieli zaatakować Arabowie. Na skale miał ukazać się młodzieniec z rozwianymi włosami, który wywołał burzę morską, w której zatonęła większość arabskich statków, co uratowało miasto. W młodzieńcu mieszkańcy mieli widzieć właśnie Fantinusa. 

## Dzień obchodów
Kościół katolicki obchodzi wspomnienie liturgiczne św. Fantnusa w dniu 24 lipca.